# Winchester (circonscription du Parlement britannique)
Pour les articles homonymes, voir Winchester.
Circonscription parlementaire de la Chambre des communes
La circonscription de Winchester est une circonscription parlementaire britannique située dans le Hampshire, et représentée dans la Chambre des communes du Parlement britannique depuis 2010 par Steve Brine du Parti conservateur.

## Members of Parliament
- Circonscription crée (1295)

### 1295–1660
| Parlement        | Premier membre                                                           | Second membre                                                               |
| ---------------- | ------------------------------------------------------------------------ | --------------------------------------------------------------------------- |
| 1386             | Richard Frye                                                             | Mark Le Faire                                                               |
| 1388 (février)   | Mark Le Faire                                                            | Gilbert Forster                                                             |
| 1388 (septembre) | William Wygge                                                            | John Blake                                                                  |
| 1390 (janvier)   | Mark Le Faire                                                            | John West                                                                   |
| 1390 (novembre)  |                                                                          |                                                                             |
| 1391             | Mark Le Faire                                                            | Gilbert Forster                                                             |
| 1393             | Mark Le Faire                                                            | Edmund Picard                                                               |
| 1394             | John Peverel                                                             | Richard Gould                                                               |
| 1395             | Mark Le Faire                                                            | John Blake                                                                  |
| 1397 (janvier)   | Henry Clerk                                                              | Nicholas Tanner                                                             |
| 1397 (septembre) | William Bolt                                                             | Richard Pachford                                                            |
| 1399             | Mark Le Faire                                                            | Edmund Picard                                                               |
| 1401             |                                                                          |                                                                             |
| 1402             | John Snell                                                               | John Steor                                                                  |
| 1404 (janvier)   |                                                                          |                                                                             |
| 1404 (octobre)   |                                                                          |                                                                             |
| 1406             | Thomas Smale                                                             | Edmund Picard                                                               |
| 1407             | John Steor                                                               | Robert Archer                                                               |
| 1410             |                                                                          |                                                                             |
| 1411             | Mark Le Faire                                                            | Robert Archer                                                               |
| 1413 (février)   | Mark Le Faire                                                            | William Wood                                                                |
| 1413 (mai)       | Mark Le Faire                                                            | William Wood                                                                |
| 1414 (avril)     |                                                                          |                                                                             |
| 1414 (novembre)  | Mark Le Faire                                                            | William Wood                                                                |
| 1415             | Richard Gould                                                            | Richard Bolt                                                                |
| 1416 (mars)      | Mark Le Faire                                                            | William Wood                                                                |
| 1416 (octobre)   | Richard Turnaunt                                                         | William Reson                                                               |
| 1417             | Mark Le Faire                                                            | Richard Turnaunt                                                            |
| 1419             | Richard Bolt                                                             | Richard Turnaunt                                                            |
| 1420             | William Reson                                                            | William Wood                                                                |
| 1421 (mai)       | John French                                                              | William Wood                                                                |
| 1421 (décembre)  | John French                                                              | Thomas Cutler                                                               |
| 1510-1523        | Aucun nom connu                                                          | Aucun nom connu                                                             |
| 1529             | William Hawles                                                           | Thomas Coke, mort et remplacé après 1532 par ?Walter Chandler               |
| 1536             | ?William Hawles                                                          | ?Walter Chandler                                                            |
| 1539             | Thomas Lee                                                               | ?                                                                           |
| 1542             | Walter Chandler                                                          | ?                                                                           |
| 1545             | ?                                                                        |                                                                             |
| 1547             | William Honing                                                           | John Foster                                                                 |
| 1553 (mars)      | Richard Bethell                                                          | William Lawrence I                                                          |
| 1553 (Octobre)   | Richard Bethell                                                          | William Lawrence I                                                          |
| 1554 (avril)     | William Lawrence I                                                       | Robert Hodson                                                               |
| 1554 (novembre)  | William Lawrence I                                                       | Robert Hodson                                                               |
| 1555             | William Lawrence I                                                       | Robert Hodson                                                               |
| 1558             | Giles White                                                              | William Lawrence I                                                          |
| 1559 (janvier)   | William Lawrence                                                         | Robert Bethell                                                              |
| 1562 (décembre)  | William Lawrence                                                         | Thomas Michelborne                                                          |
| 1571             | Thomas Michelborne                                                       | Richard Birde?                                                              |
| 1572 (mai)       | Thomas Michelborne, mort et remplacé en janvier 1583 par William Bethell | John Caplyn                                                                 |
| 1584 (novembre)  | John Wolley                                                              | Thomas Fleming I                                                            |
| 1586 (octobre)   | John Wolley                                                              | Thomas Fleming I                                                            |
| 1588 (octobre)   | Thomas Fleming I                                                         | Francis Mylles                                                              |
| 1593             | Sir Edward Stafford                                                      | Thomas Fleming I                                                            |
| 1597 (octobre)   | William Badger                                                           | John Moore                                                                  |
| 1601 (octobre)   | Edward Cole                                                              | Sir Thomas Fleming II                                                       |
| 1604             | John Moore                                                               | Edward Cole                                                                 |
| 1614             | Sir William Sandys                                                       | Sir Thomas Bilson                                                           |
| 1621             | Richard Tichborne                                                        | William Savage                                                              |
| 1624             | Richard Tichborne                                                        | Lord Wriothesley                                                            |
| 1625             | Richard Tichborne                                                        | Sir Thomas Phelipps                                                         |
| 1626             | Richard Tichborne                                                        | Henry Whitehead                                                             |
| 1628             | Richard Tichborne                                                        | Robert Mason                                                                |
| 1629–1640        | Aucun parlement convoqué                                                 | Aucun parlement convoqué                                                    |
| 1640 (avril)     | John Lisle                                                               | Sir William Ogle                                                            |
| 1640 (novembre)  | John Lisle                                                               | Sir William Ogle, handicapé en juin 1643 remplacé en 1645 par Nicholas Love |
| 1654             | John Hildesley                                                           |                                                                             |
| 1656             | John Hildesley                                                           |                                                                             |
| 1659             | John Hildesley                                                           | Nicholas Love                                                               |
| 1659             | John Lisle                                                               | Nicholas Love                                                               |

### MPs 1660–1885
| Année                      |                                      | Premier membre                       | Premier parti                        |                                      | Second membre                        | Second parti                         |
| -------------------------- | ------------------------------------ | ------------------------------------ | ------------------------------------ | ------------------------------------ | ------------------------------------ | ------------------------------------ |
| 1660                       |                                      | John Hooke                           |                                      |                                      | Thomas Cole                          |                                      |
| 1660                       |                                      | John Hooke                           | Charles Paulet                       |                                      |                                      |                                      |
| 1661                       |                                      | Richard Goddard                      |                                      |                                      | Lawrence Hyde                        |                                      |
| 1666                       |                                      | Sir Robert Mason                     |                                      |                                      | Lawrence Hyde                        |                                      |
| 1669                       |                                      | Sir Robert Holmes                    |                                      |                                      | Lawrence Hyde                        |                                      |
| 1679                       |                                      | James Annesley                       |                                      |                                      | Sir John Cloberry                    |                                      |
| 1685                       |                                      | Roger L'Estrange                     |                                      |                                      | Charles Hanses                       |                                      |
| 1689                       |                                      | Francis Morley                       |                                      |                                      | Lord William Powlett                 |                                      |
| 1690                       |                                      | Frederick Tylney                     |                                      |                                      | Lord William Powlett                 |                                      |
| 1701                       |                                      | George Rodney Brydges                |                                      |                                      | Lord William Powlett                 |                                      |
| 1710                       |                                      | George Rodney Brydges                | Thomas Lewis                         |                                      |                                      |                                      |
| 1714                       |                                      | George Brydges                       |                                      |                                      | John Popham                          |                                      |
| 1715                       |                                      | George Brydges                       | Lord William Powlett                 |                                      |                                      |                                      |
| 1730                       |                                      | George Brydges                       | Norton Powlett                       |                                      |                                      |                                      |
| 1734                       |                                      | George Brydges                       | Paulet St John                       |                                      |                                      |                                      |
| 1741                       |                                      | George Brydges                       | William Powlett                      |                                      |                                      |                                      |
| 1747                       |                                      | George Brydges                       | Henry Penton                         |                                      |                                      |                                      |
| 1751                       |                                      | Paulet St John                       | Henry Penton                         |                                      |                                      |                                      |
| 1754                       |                                      | James Brydges                        | Henry Penton                         |                                      |                                      |                                      |
| 1761                       |                                      | Henry Penton                         |                                      |                                      | Lord Harry Powlett                   |                                      |
| 1765                       |                                      | Henry Penton                         | George Paulet                        |                                      |                                      |                                      |
| 1774                       |                                      | Henry Penton                         | Lovell Stanhope                      |                                      |                                      |                                      |
| 1783                       |                                      | Henry Penton                         | Henry Flood                          |                                      |                                      |                                      |
| 1784                       |                                      | Henry Penton                         | Richard Grace Gamon                  |                                      |                                      |                                      |
| 1796                       |                                      | Henry Temple                         | Richard Grace Gamon                  |                                      |                                      |                                      |
| 1802                       |                                      | Sir Henry St John-Mildmay            | Richard Grace Gamon                  |                                      |                                      |                                      |
| 1807                       |                                      | Sir Henry St John-Mildmay            | Richard Grace Gamon                  |                                      |                                      |                                      |
| 1812                       |                                      | Sir Henry St John-Mildmay            | Richard Meyler                       |                                      |                                      |                                      |
| 1818                       |                                      | James Henry Leigh                    | Richard Meyler                       | Tory                                 |                                      |                                      |
| 1820                       |                                      | James Henry Leigh                    | Paulet St John-Mildmay               | Tory                                 | Whig,                                |                                      |
| 1823                       |                                      | Sir Edward East                      | Paulet St John-Mildmay               | Tory                                 | Whig,                                |                                      |
| 1831                       |                                      | James Buller East                    | Paulet St John-Mildmay               | Tory                                 | Whig,                                |                                      |
| 1832                       |                                      | Bingham Baring                       | Paulet St John-Mildmay               | Whig,                                | Whig,                                |                                      |
| 1835                       |                                      | Bingham Baring                       | Sir James Buller East                | Whig,                                | Conservateur,                        |                                      |
| 1837                       |                                      | Paulet St John-Mildmay               | Sir James Buller East                | Whig,                                | Conservateur,                        |                                      |
| 1841                       |                                      | Bickham Escott                       | Sir James Buller East                | Conservateur,                        | Conservateur,                        |                                      |
| 1847                       |                                      | John Bonham-Carter                   | Sir James Buller East                | Whig,                                | Conservateur,                        |                                      |
| 1859                       |                                      | John Bonham-Carter                   | Sir James Buller East                | Libéral                              | Conservateur,                        |                                      |
| Élection partielle de 1864 |                                      | John Bonham-Carter                   | Thomas Willis Fleming                | Libéral                              | Conservateur                         |                                      |
| 1865                       |                                      | John Bonham-Carter                   | William Barrow Simonds               | Libéral                              | Conservateur                         |                                      |
| 1874                       |                                      | Arthur Robert Naghten                | William Barrow Simonds               | Conservateur                         | Conservateur                         |                                      |
| 1880                       |                                      | Francis Baring                       | Libéral                              |                                      | Richard Moss                         | Conservateur                         |
| 1885                       | Representation reduced to one member | Representation reduced to one member | Representation reduced to one member | Representation reduced to one member | Representation reduced to one member | Representation reduced to one member |

### MPs depuis 1885
| Élection | Élection                | Membre                  | Membre         | Parti                  |
| -------- | ----------------------- | ----------------------- | -------------- | ---------------------- |
|          | 1885                    | Arthur Loftus Tottenham |                | Conservateur           |
|          | Élection partielle 1888 | Richard Moss            |                | Conservative           |
|          | 1892                    | William Myers           |                | Conservateur           |
|          | 1906                    | Guy Baring              |                | Conservateur           |
|          | Élection partielle 1916 | Douglas Carnegie        |                | Conservateur           |
|          | 1917                    | Douglas Carnegie        | National Party |                        |
|          | 1918                    | Sir George Hennessy     |                | Coalition Conservateur |
|          | 1922                    | Sir George Hennessy     | Conservateur   |                        |
|          | 1931                    | Sir Geoffrey Ellis      |                | Conservateur           |
|          | 1935                    | Gerald Palmer           |                | Conservateur           |
|          | 1945                    | George Jeger            |                | Travailliste           |
|          | 1950                    | Peter Smithers          |                | Conservateur           |
|          | Élection partielle 1964 | Morgan Morgan-Giles     |                | Conservateur           |
|          | 1979                    | John Browne             |                | Conservateur           |
|          | 1992                    | Gerry Malone            |                | Conservateur           |
|          | 1997                    | Mark Oaten              |                | Libéral Démocrate      |
|          | 2010                    | Steve Brine             |                | Conservateur           |
|          | sep 2019                | Steve Brine             | Indépendant    |                        |
|          | oct 2019                | Steve Brine             | Conservateur   |                        |

## Élections

### Élections dans les années 2010
| Parti         | Parti                     | Candidat             | Voix   | %    | ±    |
| ------------- | ------------------------- | -------------------- | ------ | ---- | ---- |
|               | Conservateur              | Steve Brine          | 28,430 | 48,3 | 3.7  |
|               | Libéral Démocrate         | Paula Ferguson       | 27,445 | 46,6 | 12.1 |
|               | Travailliste              | George Baker         | 2,723  | 4,6  | 5.9  |
|               | Justice & Anti-Corruption | Teresa Skelton       | 292    | 0,5  | 0.2  |
| Majorité      | Majorité                  | Majorité             | 985    | 1,7  | 15.8 |
| Participation | Participation             | Participation        | 58,890 | 77,9 | 0.9  |
|               | Conservateur retenir      | Conservateur retenir | Swing  | 7.9  |      |

| Parti         | Parti                     | Candidat             | Voix   | %    | ±     |
| ------------- | ------------------------- | -------------------- | ------ | ---- | ----- |
|               | Conservateur              | Steve Brine          | 29,729 | 52,0 | -3.0  |
|               | Libéral Démocrate         | Jackie Porter        | 19,730 | 34,5 | +10.1 |
|               | Travailliste              | Mark Chaloner        | 6,007  | 10,5 | +2.2  |
|               | Green                     | Andrew Wainwright    | 846    | 1,5  | -3.3  |
|               | UKIP                      | Martin Lyon          | 695    | 1,2  | -6.2  |
|               | Justice & Anti-Corruption | Teresa Skelton       | 149    | 0,3  | N/A   |
| Majorité      | Majorité                  | Majorité             | 9,999  | 17,5 | -13.1 |
| Participation | Participation             | Participation        | 57,156 | 79,0 | +4.4  |
|               | Conservateur retenir      | Conservateur retenir | Swing  | -6.5 |       |

| Parti         | Parti                | Candidat             | Voix   | %     | ±     |
| ------------- | -------------------- | -------------------- | ------ | ----- | ----- |
|               | Conservateur         | Steve Brine          | 30,425 | 55,0  | +6.5  |
|               | Libéral Démocrate    | Jackie Porter        | 13,511 | 24,4  | -18.7 |
|               | Travailliste         | Mark Chaloner        | 4,613  | 8,3   | +2.9  |
|               | UKIP                 | Martin Lyon          | 4,122  | 7,5   | +5.4  |
|               | Green                | Michael Wilks        | 2,645  | 4,8   | N/A   |
| Majorité      | Majorité             | Majorité             | 16,914 | 30,6  | +25.2 |
| Participation | Participation        | Participation        | 53,316 | 74,6  | -1.2  |
|               | Conservateur retenir | Conservateur retenir | Swing  | +12.6 |       |

| Parti         | Parti                                        | Candidat                                     | Voix   | %    | ±     |
| ------------- | -------------------------------------------- | -------------------------------------------- | ------ | ---- | ----- |
|               | Conservateur                                 | Steve Brine                                  | 27,155 | 48,5 | +11.2 |
|               | Libéral Démocrate                            | Martin Tod                                   | 24,107 | 43,1 | −7.0  |
|               | Travailliste                                 | Patrick Davies                               | 3,051  | 5,5  | −3.9  |
|               | UKIP                                         | Jocelyn Penn-Bull                            | 1,139  | 2,0  | −0.2  |
|               | Démocrates anglais                           | Mark Lancaster                               | 503    | 0,9  | N/A   |
| Majorité      | Majorité                                     | Majorité                                     | 3,048  | 5,4  | N/A   |
| Participation | Participation                                | Participation                                | 55,955 | 75,8 | +3.9  |
|               | Conservateur vainqueur sur Libéral Démocrate | Conservateur vainqueur sur Libéral Démocrate | Swing  | +9.1 |       |

### Élections dans les années 2000
| Parti         | Parti                     | Candidat                  | Voix   | %    | ±    |
| ------------- | ------------------------- | ------------------------- | ------ | ---- | ---- |
|               | Libéral Démocrate         | Mark Oaten                | 31,225 | 50,6 | −4.0 |
|               | Conservateur              | George Hollingbery        | 23,749 | 38,5 | +0.2 |
|               | Travailliste              | Patrick Davies            | 4,782  | 7,8  | +1.9 |
|               | UKIP                      | David Abbott              | 1,321  | 2,1  | +1.0 |
|               | Indépendant               | Arthur Uther Pendragon    | 581    | 0,9  | N/A  |
| Majorité      | Majorité                  | Majorité                  | 7,473  | 12,1 | -4.2 |
| Participation | Participation             | Participation             | 61,655 | 71,9 | −0.4 |
|               | Libéral Démocrate retenir | Libéral Démocrate retenir | Swing  | −2.1 |      |

| Parti         | Parti                     | Candidat                  | Voix   | %    | ±     |
| ------------- | ------------------------- | ------------------------- | ------ | ---- | ----- |
|               | Libéral Démocrate         | Mark Oaten                | 32,282 | 54,6 | +12.5 |
|               | Conservateur              | Andrew Hayes              | 22,648 | 38,3 | -3.8  |
|               | Travailliste              | Stephen Wyeth             | 3,498  | 5,9  | -4.6  |
|               | UKIP                      | Joan Martin               | 664    | 1,1  | +0.4  |
|               | Wessex Regionalist        | Henrietta Rous            | 66     | 0,1  | N/A   |
| Majorité      | Majorité                  | Majorité                  | 9,634  | 16,3 | +16.3 |
| Participation | Participation             | Participation             | 59,158 | 72,3 | -6.0  |
|               | Libéral Démocrate retenir | Libéral Démocrate retenir | Swing  |      |       |

Note: Les différences en pourcentage sont comparées au scrutin électoral général précédent, et non à l'élection partielle..

### Élections dans les années 1990
| Parti         | Parti                                        | Candidat                                     | Voix   | %     | ±     |
| ------------- | -------------------------------------------- | -------------------------------------------- | ------ | ----- | ----- |
|               | Libéral Démocrate                            | Mark Oaten                                   | 37,006 | 68,0  | +25.9 |
|               | Conservateur                                 | Gerry Malone                                 | 15,450 | 28,4  | −13.6 |
|               | Travailliste                                 | Patrick Davies                               | 944    | 1,7   | −8.8  |
|               | UKIP                                         | Robin Page                                   | 521    | 1,0   | +0.2  |
|               | Monster Raving Loony                         | Screaming Lord Sutch                         | 316    | 0,6   | +0.1  |
|               | Literal Democrat Mark Here To Win            | Richard Huggett                              | 59     | 0,1   | −0.9  |
|               | Natural Law                                  | Rosemary Barry                               | 48     | 0,1   | +0.1  |
|               | Conservateur indépendant                     | Roger Everest                                | 40     | 0,1   | +0.1  |
| Majorité      | Majorité                                     | Majorité                                     | 21,556 | 39,6  | N/A   |
| Participation | Participation                                | Participation                                | 54,384 | 68,7  | -9.9  |
|               | Libéral Démocrate vainqueur sur Conservateur | Libéral Démocrate vainqueur sur Conservateur | Swing  | +19.8 |       |

| Parti                | Parti                                        | Candidat             | Voix   | %    | ±    |
| -------------------- | -------------------------------------------- | -------------------- | ------ | ---- | ---- |
|                      | Libéral Démocrate                            | Mark Oaten           | 26,100 | 42,1 | +4.3 |
|                      | Conservateur                                 | Gerry Malone         | 26,098 | 42,1 | −8.0 |
|                      | Travailliste                                 | Patrick Davies       | 6,528  | 10,5 | +3.1 |
|                      | Référendum                                   | Peter Strand         | 1,598  | 2,6  | +2.6 |
|                      | "Liberal Democrat Top Choice for Parliament" | Richard Huggett      | 640    | 1,0  | +1.0 |
|                      | UKIP                                         | Derek Rumsey         | 476    | 0,8  | +0.8 |
|                      | Indépendant                                  | John Browne          | 307    | 0,5  | −4.2 |
|                      | Monster Raving Loony                         | Peter Stockton       | 307    | 0,5  | +0.5 |
| Majorité             | Majorité                                     | Majorité             | 2      | 0,0  |      |
| Participation        | Participation                                | Participation        | 62,054 | 78,6 | -4.6 |
| Void election result | Void election result                         | Void election result | Swing  |      |      |

Note: Le résultat reflète le retour officiel effectué à l'époque. Il a ensuite été déclaré nul sur requête. En raison de la présence sur le bulletin de vote de Richard Huggett comme Liberal Democrat Top Choice for Parliament, Oaten a utilisé la description Liberal Democrat: Leader: Paddy Ashdown pour s'identifier comme candidat officiel du Parti libéral démocrate.
| Parti         | Parti                    | Candidat             | Voix   | %    | ±    |
| ------------- | ------------------------ | -------------------- | ------ | ---- | ---- |
|               | Conservateur             | Gerry Malone         | 33,113 | 50,1 | −2.3 |
|               | Libéral Démocrate        | Tony Barron          | 24,992 | 37,8 | −2.4 |
|               | Travailliste             | PJ Jenks             | 4,917  | 7,4  | +0.9 |
|               | Conservateur indépendant | John Browne          | 3,095  | 4,7  | +4.7 |
| Majorité      | Majorité                 | Majorité             | 8,121  | 12,3 | +0.1 |
| Participation | Participation            | Participation        | 66,117 | 83,2 | +2.8 |
|               | Conservateur retenir     | Conservateur retenir | Swing  | +0.1 |      |

### Élections dans les années 1980
| Parti         | Parti                | Candidat              | Voix   | %    | ±     |
| ------------- | -------------------- | --------------------- | ------ | ---- | ----- |
|               | Conservateur         | John Browne           | 32,195 | 52,4 | −5.2  |
|               | Social Démocratique  | John MacDonald        | 24,716 | 40,2 | +6.2  |
|               | Travailliste         | Fred Inglis           | 4,028  | 6,6  | −1.6  |
|               | Green                | Julie Patricia Walker | 565    | 0,9  | N/A   |
| Majorité      | Majorité             | Majorité              | 7,479  | 12,2 | −11.4 |
| Participation | Participation        | Participation         | 76,507 | 80,4 | +4.2  |
|               | Conservateur retenir | Conservateur retenir  | Swing  | −5.7 |       |

| Parti         | Parti                | Candidat             | Voix   | %     | ± |
| ------------- | -------------------- | -------------------- | ------ | ----- | - |
|               | Conservateur         | John Browne          | 31,908 | 57,56 |   |
|               | Social Démocratique  | John MacDonald       | 18,861 | 34,02 |   |
|               | Travailliste         | W.H. Allchin         | 4,512  | 8,14  |   |
|               | Wessex Regionalist   | S. Winkworth         | 155    | 0,28  |   |
| Majorité      | Majorité             | Majorité             | 13,047 | 23,54 |   |
| Participation | Participation        | Participation        |        | 76,16 |   |
|               | Conservateur retenir | Conservateur retenir | Swing  |       |   |

### Élections dans les années 1970
| Parti         | Parti                | Candidat             | Voix   | %     | ± |
| ------------- | -------------------- | -------------------- | ------ | ----- | - |
|               | Conservateur         | John Browne          | 38,198 | 56,01 |   |
|               | Travailliste         | W.H. Allchin         | 15,378 | 22,55 |   |
|               | Liberal              | J. Morgan            | 14,228 | 20,86 |   |
|               | Wessex Regionalist   | M. Mahoney           | 395    | 0,58  |   |
| Majorité      | Majorité             | Majorité             | 22,820 | 33,46 |   |
| Participation | Participation        | Participation        |        | 78,02 |   |
|               | Conservateur retenir | Conservateur retenir | Swing  |       |   |

| Parti         | Parti                | Candidat             | Voix   | %     | ± |
| ------------- | -------------------- | -------------------- | ------ | ----- | - |
|               | Conservateur         | Morgan Morgan-Giles  | 27,671 | 44,43 |   |
|               | Liberal              | J.W. Matthew         | 18,451 | 29,63 |   |
|               | Travailliste         | W.H. Allchin         | 16,153 | 25,94 |   |
| Majorité      | Majorité             | Majorité             | 9,220  | 14,81 |   |
| Participation | Participation        | Participation        |        | 75,22 |   |
|               | Conservateur retenir | Conservateur retenir | Swing  |       |   |

| Parti         | Parti                | Candidat             | Voix   | %     | ± |
| ------------- | -------------------- | -------------------- | ------ | ----- | - |
|               | Conservateur         | Morgan Morgan-Giles  | 30,843 | 46,15 |   |
|               | Liberal              | J.W. Matthew         | 20,339 | 30,43 |   |
|               | Travailliste         | W.H. Allchin         | 15,655 | 23,42 |   |
| Majorité      | Majorité             | Majorité             | 10,504 | 15,72 |   |
| Participation | Participation        | Participation        |        | 81,49 |   |
|               | Conservateur retenir | Conservateur retenir | Swing  |       |   |

| Parti         | Parti                | Candidat             | Voix   | %     | ± |
| ------------- | -------------------- | -------------------- | ------ | ----- | - |
|               | Conservateur         | Morgan Morgan-Giles  | 25,249 | 55,02 |   |
|               | Travailliste         | Christopher Perry    | 11,773 | 25,66 |   |
|               | Liberal              | John W. Matthew      | 8,867  | 19,32 |   |
| Majorité      | Majorité             | Majorité             | 13,476 | 29,37 |   |
| Participation | Participation        | Participation        |        | 74,56 |   |
|               | Conservateur retenir | Conservateur retenir | Swing  |       |   |

### Élections dans les années 1960
| Parti         | Parti                | Candidat             | Voix   | %     | ± |
| ------------- | -------------------- | -------------------- | ------ | ----- | - |
|               | Conservateur         | Morgan Morgan-Giles  | 21,162 | 51,57 |   |
|               | Travailliste         | Stanley E. Spicer    | 12,485 | 30,42 |   |
|               | Liberal              | E Terence S. Read    | 7,390  | 18,01 |   |
| Majorité      | Majorité             | Majorité             | 8,677  | 21,14 |   |
| Participation | Participation        | Participation        |        | 77,87 |   |
|               | Conservateur retenir | Conservateur retenir | Swing  |       |   |

| Parti         | Parti                | Candidat             | Voix   | %     | ± |
| ------------- | -------------------- | -------------------- | ------ | ----- | - |
|               | Conservateur         | Morgan Morgan-Giles  | 21,502 | 53,08 |   |
|               | Travailliste         | C Patrick Seyd       | 12,495 | 30,85 |   |
|               | Liberal              | E Terence S. Read    | 6,510  | 16,07 |   |
| Majorité      | Majorité             | Majorité             | 9,007  | 22,24 |   |
| Participation | Participation        | Participation        |        | 79,79 |   |
|               | Conservateur retenir | Conservateur retenir | Swing  |       |   |

| Parti         | Parti                | Candidat             | Voix   | %     | ± |
| ------------- | -------------------- | -------------------- | ------ | ----- | - |
|               | Conservateur         | Morgan Morgan-Giles  | 18,032 | 52,17 |   |
|               | Travailliste         | C Patrick Seyd       | 11,968 | 34,62 |   |
|               | Liberal              | J. Edwards           | 4,567  | 13,21 |   |
| Majorité      | Majorité             | Majorité             | 6,064  | 17,54 |   |
| Participation | Participation        | Participation        | 34 567 |       |   |
|               | Conservateur retenir | Conservateur retenir | Swing  |       |   |

### Élections dans les années 1950
| Parti         | Parti                | Candidat             | Voix   | %     | ± |
| ------------- | -------------------- | -------------------- | ------ | ----- | - |
|               | Conservateur         | Peter Smithers       | 24,924 | 67,26 |   |
|               | Travailliste         | Margaret J. Manning  | 12,132 | 32,74 |   |
| Majorité      | Majorité             | Majorité             | 12,792 | 44,52 |   |
| Participation | Participation        | Participation        |        | 76,69 |   |
|               | Conservateur retenir | Conservateur retenir | Swing  |       |   |

| Parti         | Parti                | Candidat             | Voix   | %     | ± |
| ------------- | -------------------- | -------------------- | ------ | ----- | - |
|               | Conservateur         | Peter Smithers       | 23,827 | 65,43 |   |
|               | Travailliste         | Jasper Ridley        | 12,591 | 34,57 |   |
| Majorité      | Majorité             | Majorité             | 11,236 | 30,85 |   |
| Participation | Participation        | Participation        |        | 76,73 |   |
|               | Conservateur retenir | Conservateur retenir | Swing  |       |   |

| Parti         | Parti                | Candidat             | Voix   | %     | ± |
| ------------- | -------------------- | -------------------- | ------ | ----- | - |
|               | Conservateur         | Peter Smithers       | 31,700 | 56,49 |   |
|               | Travailliste         | Eric Charles Neate   | 24,418 | 43,51 |   |
| Majorité      | Majorité             | Majorité             | 7,282  | 12,98 |   |
| Participation | Participation        | Participation        |        | 83,66 |   |
|               | Conservateur retenir | Conservateur retenir | Swing  |       |   |

| Parti         | Parti                                   | Candidat                                | Voix   | %     | ± |
| ------------- | --------------------------------------- | --------------------------------------- | ------ | ----- | - |
|               | Conservateur                            | Peter Smithers                          | 31,462 | 56,77 |   |
|               | Labour Co-op                            | L.F. Cornillie                          | 23,955 | 43,23 |   |
| Majorité      | Majorité                                | Majorité                                | 7,507  | 13,55 |   |
| Participation | Participation                           | Participation                           |        | 84,02 |   |
|               | Conservateur vainqueur sur Travailliste | Conservateur vainqueur sur Travailliste | Swing  |       |   |

### Élections dans les années 1940
| Parti         | Parti                                   | Candidat                                | Voix   | %     | ± |
| ------------- | --------------------------------------- | --------------------------------------- | ------ | ----- | - |
|               | Travailliste                            | George Jeger                            | 30,290 | 52,63 |   |
|               | Conservateur                            | Gerald Palmer                           | 27,259 | 47,37 |   |
| Majorité      | Majorité                                | Majorité                                | 3,031  | 5,27  |   |
| Participation | Participation                           | Participation                           |        | 71,70 |   |
|               | Travailliste vainqueur sur Conservateur | Travailliste vainqueur sur Conservateur | Swing  |       |   |

### Élections dans les années 1930
| Parti         | Parti                | Candidat             | Voix   | %     | ± |
| ------------- | -------------------- | -------------------- | ------ | ----- | - |
|               | Conservateur         | Gerald Palmer        | 28,506 | 64,43 |   |
|               | Travailliste         | Leonard Williams     | 15,739 | 35,57 |   |
| Majorité      | Majorité             | Majorité             | 12,767 | 28,86 |   |
| Participation | Participation        | Participation        |        | 71,15 |   |
|               | Conservateur retenir | Conservateur retenir | Swing  |       |   |

| Parti         | Parti                | Candidat             | Voix   | %     | ± |
| ------------- | -------------------- | -------------------- | ------ | ----- | - |
|               | Conservateur         | Geoffrey Ellis       | 31,131 | 69,71 |   |
|               | Travailliste         | Robert Arthur Lyster | 13,529 | 30,29 |   |
| Majorité      | Majorité             | Majorité             | 17,602 | 39,41 |   |
| Participation | Participation        | Participation        |        | 77,14 |   |
|               | Conservateur retenir | Conservateur retenir | Swing  |       |   |

### Élections dans les années 1920
| Parti              | Parti              | Candidat             | Voix   | %    | ±     |
| ------------------ | ------------------ | -------------------- | ------ | ---- | ----- |
|                    | Unioniste          | George Hennessy      | 17,560 | 44,8 | −12.4 |
|                    | Travailliste       | Robert Arthur Lyster | 14,326 | 36,6 | +5.3  |
|                    | Liberal            | Frances Josephy      | 7,278  | 18,6 | +7.1  |
| Majorité           | Majorité           | Majorité             | 3,234  | 8,2  | −17.7 |
| Participation      | Participation      | Participation        | 39,164 | 74,6 | +2.8  |
| Registre électeurs | Registre électeurs | Registre électeurs   | 52,522 |      |       |
|                    | Unioniste retenir  | Unioniste retenir    | Swing  | −8.9 |       |

| Parti              | Parti              | Candidat           | Voix   | %    | ±     |
| ------------------ | ------------------ | ------------------ | ------ | ---- | ----- |
|                    | Unioniste          | George Hennessy    | 15,026 | 57,2 | +10.4 |
|                    | Travailliste       | Reginald Stamp     | 8,216  | 31,3 | +4.2  |
|                    | Liberal            | William West       | 3,012  | 11,5 | −14.6 |
| Majorité           | Majorité           | Majorité           | 6,810  | 25,9 | +6.2  |
| Participation      | Participation      | Participation      | 26,254 | 71,8 | +3.9  |
| Registre électeurs | Registre électeurs | Registre électeurs | 36,583 |      |       |
|                    | Unioniste retenir  | Unioniste retenir  | Swing  | +3.1 |       |

| Parti              | Parti              | Candidat           | Voix   | %    | ±     |
| ------------------ | ------------------ | ------------------ | ------ | ---- | ----- |
|                    | Unioniste          | George Hennessy    | 11,240 | 46,8 | −18.5 |
|                    | Travailliste       | Reginald Stamp     | 6,495  | 27,1 | −7.6  |
|                    | Liberal            | William West       | 6,252  | 26,1 | N/A   |
| Majorité           | Majorité           | Majorité           | 4,745  | 19,7 | −10.9 |
| Participation      | Participation      | Participation      | 23,987 | 67,9 | +4.1  |
| Registre électeurs | Registre électeurs | Registre électeurs | 35,324 |      |       |
|                    | Unioniste retenir  | Unioniste retenir  | Swing  | −5.5 |       |

| Parti              | Parti              | Candidat           | Voix   | %    | ±     |
| ------------------ | ------------------ | ------------------ | ------ | ---- | ----- |
|                    | Unioniste          | George Hennessy    | 14,173 | 65,3 | +0.7  |
|                    | Travailliste       | Alexander Haycock  | 7,535  | 34,7 | N/A   |
| Majorité           | Majorité           | Majorité           | 6,638  | 30,6 | +1.4  |
| Participation      | Participation      | Participation      | 21,708 | 63,8 | +15.7 |
| Registre électeurs | Registre électeurs | Registre électeurs | 34,045 |      |       |
|                    | Unioniste retenir  | Unioniste retenir  | Swing  | +0.7 |       |

## Résultats élections 1885-1918

### Élections dans les années 1880
| Parti              | Parti                | Candidat                | Voix  | %    | ±          |
| ------------------ | -------------------- | ----------------------- | ----- | ---- | ---------- |
|                    | Conservateur         | Arthur Loftus Tottenham | 1,153 | 54,0 | −7.8       |
|                    | Liberal              | Francis Baring          | 982   | 46,0 | +7.8       |
| Majorité           | Majorité             | Majorité                | 171   | 8,0  | N/A        |
| Participation      | Participation        | Participation           | 2,135 | 91,8 | +2.9 (est) |
| Registre électeurs | Registre électeurs   | Registre électeurs      | 2,326 |      |            |
|                    | Conservateur retenir | Conservateur retenir    | Swing | −7.8 |            |

| Parti              | Parti                | Candidat                | Voix  | %    | ±     |
| ------------------ | -------------------- | ----------------------- | ----- | ---- | ----- |
|                    | Conservateur         | Arthur Loftus Tottenham | 1,119 | 58,8 | +4.8  |
|                    | Liberal              | Archibald Grove         | 783   | 41,2 | -4.8  |
| Majorité           | Majorité             | Majorité                | 336   | 17,6 | +9.6  |
| Participation      | Participation        | Participation           | 1,902 | 81,8 | -10.0 |
| Registre électeurs | Registre électeurs   | Registre électeurs      | 2,326 |      |       |
|                    | Conservateur retenir | Conservateur retenir    | Swing | +4.8 |       |

- La mort de Tottenham a provoqué une élection partielle.

| Parti              | Parti                | Candidat             | Voix  | %    | ±    |
| ------------------ | -------------------- | -------------------- | ----- | ---- | ---- |
|                    | Conservateur         | Richard Moss         | 1,364 | 61,6 | +2.8 |
|                    | Liberal              | Philip Vanderbyl     | 849   | 38,4 | −2.8 |
| Majorité           | Majorité             | Majorité             | 515   | 23,2 | +5.6 |
| Participation      | Participation        | Participation        | 2,213 | 90,1 | +8.3 |
| Registre électeurs | Registre électeurs   | Registre électeurs   | 2,455 |      |      |
|                    | Conservateur retenir | Conservateur retenir | Swing | +2.8 |      |

### Élections dans les années 1890
| Parti              | Parti                | Candidat             | Voix  | %    | ±    |
| ------------------ | -------------------- | -------------------- | ----- | ---- | ---- |
|                    | Conservateur         | William Myers        | 1,213 | 58,5 | −0.3 |
|                    | Liberal              | Willie Mathews       | 859   | 41,5 | +0.3 |
| Majorité           | Majorité             | Majorité             | 354   | 17,0 | -0.6 |
| Participation      | Participation        | Participation        | 2,072 | 86,6 | +4.8 |
| Registre électeurs | Registre électeurs   | Registre électeurs   | 2,393 |      |      |
|                    | Conservateur retenir | Conservateur retenir | Swing | -0.3 |      |

| Parti | Parti             | Candidat      | Voix            | %               | ±               |
| ----- | ----------------- | ------------- | --------------- | --------------- | --------------- |
|       | Conservateur      | William Myers | Sans opposition | Sans opposition | Sans opposition |
|       | Conservateur hold |               |                 |                 |                 |

### Élections dans les années 1900
| Parti              | Parti                | Candidat             | Voix  | %    | ±   |
| ------------------ | -------------------- | -------------------- | ----- | ---- | --- |
|                    | Conservateur         | William Myers        | 1,342 | 61,3 | N/A |
|                    | Liberal              | Edward Hemmerde      | 846   | 38,7 | N/A |
| Majorité           | Majorité             | Majorité             | 496   | 22,6 | N/A |
| Participation      | Participation        | Participation        | 2,188 | 81,6 | N/A |
| Registre électeurs | Registre électeurs   | Registre électeurs   | 2,681 |      |     |
|                    | Conservateur retenir | Conservateur retenir | Swing | N/A  |     |

| Parti              | Parti                | Candidat             | Voix  | %     | ±     |
| ------------------ | -------------------- | -------------------- | ----- | ----- | ----- |
|                    | Conservateur         | Guy Baring           | 1,322 | 51,0  | -10.3 |
|                    | Liberal              | Charles McCurdy      | 1,272 | 49,0  | +10.3 |
| Majorité           | Majorité             | Majorité             | 50    | 2,0   | -20.6 |
| Participation      | Participation        | Participation        | 2,594 | 87,0  | +5.4  |
| Registre électeurs | Registre électeurs   | Registre électeurs   | 2,982 |       |       |
|                    | Conservateur retenir | Conservateur retenir | Swing | -10.3 |       |

### Élections dans les années 1910
| Parti         | Parti                | Candidat                | Voix  | %    | ±     |
| ------------- | -------------------- | ----------------------- | ----- | ---- | ----- |
|               | Conservateur         | Guy Baring              | 1,729 | 57,7 | +6.7  |
|               | Liberal              | George William Ricketts | 1,268 | 42,3 | -6.7  |
| Majorité      | Majorité             | Majorité                | 461   | 15,4 | +13.4 |
| Participation | Participation        | Participation           |       | 93,7 | +6.7  |
|               | Conservateur retenir | Conservateur retenir    | Swing | +6.7 |       |

| Parti         | Parti                | Candidat                | Voix  | %    | ± |
| ------------- | -------------------- | ----------------------- | ----- | ---- | - |
|               | Conservateur         | Guy Baring              | 1,719 | 60,5 |   |
|               | Liberal              | George William Ricketts | 1,121 | 39,5 |   |
| Majorité      | Majorité             | Majorité                | 598   | 21,0 |   |
| Participation | Participation        | Participation           |       | 88,7 |   |
|               | Conservateur retenir | Conservateur retenir    | Swing |      |   |

Élection Général 1914/15:
Une autre élection générale devait avoir lieu avant la fin de 1915. Les partis politiques préparaient une élection et, en juillet 1914, les candidats suivants avaient été sélectionnés; 
- Unioniste: Guy Baring
- Libéral:

| Parti         | Parti                | Candidat             | Voix  | %    | ±     |
| ------------- | -------------------- | -------------------- | ----- | ---- | ----- |
|               | Conservateur         | Douglas Carnegie     | 1,218 | 72,0 | +11.5 |
|               | Indépendant          | Henry Charles Woods  | 473   | 28,0 | N/A   |
| Majorité      | Majorité             | Majorité             | 745   | 44,0 | +23.0 |
| Participation | Participation        | Participation        |       | 52,0 | -35.3 |
|               | Conservateur retenir | Conservateur retenir | Swing | N/A  |       |

| Parti                                                 | Parti              | Candidat           | Voix   | %    | ±     |
| ----------------------------------------------------- | ------------------ | ------------------ | ------ | ---- | ----- |
| C                                                     | Unioniste          | George Hennessy    | 10,166 | 64.6 | +4.1  |
|                                                       | Liberal            | William J. West    | 5,569  | 35,4 | −4.1  |
| Majorité                                              | Majorité           | Majorité           | 4,597  | 29,2 | +8.2  |
| Participation                                         | Participation      | Participation      | 15,735 | 48,1 | −40.6 |
| Registre électeurs                                    | Registre électeurs | Registre électeurs | 32,747 |      |       |
|                                                       | Unioniste retenir  | Unioniste retenir  | Swing  | +4.1 |       |
| C candidat approuvé par le gouvernement de coalition. |                    |                    |        |      |       |

## Résultats Élections 1832-1885

### Élections dans les années 1830
| Parti              | Parti                   | Candidat                | Voix  | %    | ±        |
| ------------------ | ----------------------- | ----------------------- | ----- | ---- | -------- |
|                    | Whig                    | Paulet St John-Mildmay  | 351   | 45,9 | −2.7     |
|                    | Whig                    | Bingham Baring          | 263   | 34,4 | +10.5    |
|                    | Tory                    | James Buller East       | 151   | 19,7 | −7.8     |
| Majorité           | Majorité                | Majorité                | 112   | 14,6 | −6.5     |
| Participation      | Participation           | Participation           | 430   | 81,0 | c. +22.1 |
| Registre électeurs | Registre électeurs      | Registre électeurs      | 531   |      |          |
|                    | Whig retenir            | Whig retenir            | Swing | +0.6 |          |
|                    | Whig vainqueur sur Tory | Whig vainqueur sur Tory | Swing | +7.2 |          |

| Parti              | Parti                           | Candidat                        | Voix  | %     | ±     |
| ------------------ | ------------------------------- | ------------------------------- | ----- | ----- | ----- |
|                    | Conservateur                    | James Buller East               | 254   | 45,9  | +26.2 |
|                    | Whig                            | Bingham Baring                  | 176   | 31,8  | −2.6  |
|                    | Whig                            | Paulet St John-Mildmay          | 123   | 22,2  | −23.7 |
| Participation      | Participation                   | Participation                   | 408   | 79,2  | −1.8  |
| Registre électeurs | Registre électeurs              | Registre électeurs              | 531   |       |       |
| Majorité           | Majorité                        | Majorité                        | 78    | 14,1  | N/A   |
|                    | Conservateur vainqueur sur Whig | Conservateur vainqueur sur Whig | Swing | +26.3 |       |
| Majorité           | Majorité                        | Majorité                        | 52    | 9,4   | −5.2  |
|                    | Whig retenir                    | Whig retenir                    | Swing | −7.9  |       |

| Parti              | Parti                | Candidat               | Voix  | %     | ±     |
| ------------------ | -------------------- | ---------------------- | ----- | ----- | ----- |
|                    | Conservateur         | James Buller East      | 258   | 36,0  | +13.1 |
|                    | Whig                 | Paulet St John-Mildmay | 242   | 33,8  | −20.2 |
|                    | Conservateur         | Bickham Escott         | 216   | 30,2  | +7.3  |
| Participation      | Participation        | Participation          | 458   | 78,3  | −0.9  |
| Registre électeurs | Registre électeurs   | Registre électeurs     | 585   |       |       |
| Majorité           | Majorité             | Majorité               | 16    | 2,2   | −11.9 |
|                    | Conservateur retenir | Conservateur retenir   | Swing | +11.6 |       |
| Majorité           | Majorité             | Majorité               | 26    | 3,6   | −5.8  |
|                    | Whig retenir         | Whig retenir           | Swing | −20.3 |       |

### Élections dans les années 1840
| Parti              | Parti                           | Candidat                        | Voix  | %    | ±    |
| ------------------ | ------------------------------- | ------------------------------- | ----- | ---- | ---- |
|                    | Conservateur                    | James Buller East               | 320   | 33,0 | −3.0 |
|                    | Conservateur                    | Bickham Escott                  | 292   | 30,1 | −0.1 |
|                    | Whig                            | Richard Crowder                 | 191   | 19,7 | +2.8 |
|                    | Whig                            | Francis Pigott                  | 166   | 17,1 | +0.2 |
| Majorité           | Majorité                        | Majorité                        | 101   | 10,4 | +8.2 |
| Participation      | Participation                   | Participation                   | 485   | 85,5 | +7.2 |
| Registre électeurs | Registre électeurs              | Registre électeurs              | 567   |      |      |
|                    | Conservateur retenir            | Conservateur retenir            | Swing | −2.3 |      |
|                    | Conservateur vainqueur sur Whig | Conservateur vainqueur sur Whig | Swing | −0.8 |      |

| Parti              | Parti                           | Candidat                        | Voix      | %          | ±     |
| ------------------ | ------------------------------- | ------------------------------- | --------- | ---------- | ----- |
|                    | Whig                            | John Bonham-Carter              | 363       | 39,4       | +2.6  |
|                    | Conservateur                    | James Buller East               | 315       | 34,2       | +1.2  |
|                    | Radical                         | Bickham Escott                  | 243       | 26,4       | −3.7  |
| Participation      | Participation                   | Participation                   | 461 (est) | 67,3 (est) | −18.2 |
| Registre électeurs | Registre électeurs              | Registre électeurs              | 684       |            |       |
| Majorité           | Majorité                        | Majorité                        | 48        | 5,2        | N/A   |
|                    | Whig vainqueur sur Conservateur | Whig vainqueur sur Conservateur | Swing     | +2.2       |       |
| Majorité           | Majorité                        | Majorité                        | 72        | 7,8        | −2.6  |
|                    | Conservateur retenir            | Conservateur retenir            | Swing     | +1.5       |       |

### Élections dans les années 1850
| Parti              | Parti                | Candidat                 | Voix      | %          | ±    |
| ------------------ | -------------------- | ------------------------ | --------- | ---------- | ---- |
|                    | Whig                 | John Bonham-Carter       | 381       | 36,4       | −3.0 |
|                    | Conservateur         | James Buller East        | 379       | 36,2       | +2.0 |
|                    | Libéral indépendant  | William Whitear Bulpett, | 288       | 27,5       | N/A  |
| Participation      | Participation        | Participation            | 524 (est) | 66,5 (est) | −0.8 |
| Registre électeurs | Registre électeurs   | Registre électeurs       | 788       |            |      |
| Majorité           | Majorité             | Majorité                 | 2         | 0,2        | −5.0 |
|                    | Whig retenir         | Whig retenir             | Swing     | −2.0       |      |
| Majorité           | Majorité             | Majorité                 | 91        | 8,7        | +0.9 |
|                    | Conservateur retenir | Conservateur retenir     | Swing     | +1.8       |      |

| Parti              | Parti                | Candidat                | Voix      | %          | ±    |
| ------------------ | -------------------- | ----------------------- | --------- | ---------- | ---- |
|                    | Whig                 | John Bonham-Carter      | 398       | 38,5       | +2.1 |
|                    | Conservateur         | James Buller East       | 384       | 37,1       | +0.9 |
|                    | Whig                 | Wyndham Spencer Portal, | 253       | 24,4       | N/A  |
| Participation      | Participation        | Participation           | 518 (est) | 61,5 (est) | −5.0 |
| Registre électeurs | Registre électeurs   | Registre électeurs      | 842       |            |      |
| Majorité           | Majorité             | Majorité                | 14        | 1,4        | +1.2 |
|                    | Whig retenir         | Whig retenir            | Swing     | +0.6       |      |
| Majorité           | Majorité             | Majorité                | 131       | 12,7       | +4.0 |
|                    | Conservateur retenir | Conservateur retenir    | Swing     | −0.6       |      |

| Parti              | Parti                | Candidat              | Voix      | %          | ±     |
| ------------------ | -------------------- | --------------------- | --------- | ---------- | ----- |
|                    | Conservateur         | James Buller East     | 402       | 30,4       | +11.8 |
|                    | Liberal              | John Bonham-Carter    | 349       | 26,4       | −12.1 |
|                    | Conservateur         | Thomas Willis Fleming | 341       | 25,8       | +7.2  |
|                    | Liberal              | George Shaw-Lefevre   | 231       | 17,5       | −6.9  |
| Participation      | Participation        | Participation         | 662 (est) | 76,4 (est) | +14.9 |
| Registre électeurs | Registre électeurs   | Registre électeurs    | 866       |            |       |
| Majorité           | Majorité             | Majorité              | 53        | 4,0        | −8.7  |
|                    | Conservateur retenir | Conservateur retenir  | Swing     | +10.7      |       |
| Majorité           | Majorité             | Majorité              | 8         | 0,6        | −0.8  |
|                    | Liberal retenir      | Liberal retenir       | Swing     | −10.8      |       |

### Élections dans les années 1860
La démission d'East a provoqué une élection partielle..
| Parti | Parti             | Candidat              | Voix            | %               | ±               |
| ----- | ----------------- | --------------------- | --------------- | --------------- | --------------- |
|       | Conservateur      | Thomas Willis Fleming | Sans opposition | Sans opposition | Sans opposition |
|       | Conservateur hold |                       |                 |                 |                 |

| Parti              | Parti                | Candidat               | Voix      | %          | ±    |
| ------------------ | -------------------- | ---------------------- | --------- | ---------- | ---- |
|                    | Liberal              | John Bonham-Carter     | 459       | 39,5       | −4.4 |
|                    | Conservateur         | William Barrow Simonds | 367       | 31,6       | +1.2 |
|                    | Conservateur         | Thomas Willis Fleming  | 336       | 28,9       | +3.1 |
| Majorité           | Majorité             | Majorité               | 92        | 7,9        | +7.3 |
| Participation      | Participation        | Participation          | 811 (est) | 84,2 (est) | +7.8 |
| Registre électeurs | Registre électeurs   | Registre électeurs     | 963       |            |      |
|                    | Liberal retenir      | Liberal retenir        | Swing     | −4.4       |      |
|                    | Conservateur retenir | Conservateur retenir   | Swing     | +1.7       |      |

Carter a été nommé Lord commissaire du Trésor, nécessitant une élection partielle.
| Parti              | Parti              | Candidat           | Voix  | %     | ±     |
| ------------------ | ------------------ | ------------------ | ----- | ----- | ----- |
|                    | Liberal            | John Bonham-Carter | 361   | 88,7  | +49.2 |
|                    | Conservateur       | Charles Lempriere  | 46    | 11,3  | −49.2 |
| Majorité           | Majorité           | Majorité           | 315   | 77,4  | +69.5 |
| Participation      | Participation      | Participation      | 407   | 42,3  | −41.9 |
| Registre électeurs | Registre électeurs | Registre électeurs | 963   |       |       |
|                    | Liberal retenir    | Liberal retenir    | Swing | +49.2 |       |

| Parti              | Parti                | Candidat               | Voix        | %          | ±     |
| ------------------ | -------------------- | ---------------------- | ----------- | ---------- | ----- |
|                    | Conservateur         | William Barrow Simonds | 830         | 40,5       | −20.0 |
|                    | Liberal              | John Bonham-Carter     | 690         | 33,7       | +13.9 |
|                    | Liberal              | Arthur Jervoise Scott  | 529         | 25,8       | +6.0  |
| Majorité           | Majorité             | Majorité               | 140         | 6,8        | N/A   |
| Participation      | Participation        | Participation          | 1,440 (est) | 88,8 (est) | +4.6  |
| Registre électeurs | Registre électeurs   | Registre électeurs     | 1,621       |            |       |
|                    | Conservateur retenir | Conservateur retenir   | Swing       | −20.0      |       |
|                    | Liberal retenir      | Liberal retenir        | Swing       | +12.0      |       |

### Élections dans les années 1870
| Parti              | Parti                              | Candidat                           | Voix        | %          | ±     |
| ------------------ | ---------------------------------- | ---------------------------------- | ----------- | ---------- | ----- |
|                    | Conservateur                       | William Barrow Simonds             | 949         | 39,6       | +19.3 |
|                    | Conservateur                       | Arthur Robert Naghten              | 793         | 33,1       | +12.8 |
|                    | Liberal                            | John Bonham-Carter                 | 657         | 27,4       | −32.1 |
| Majorité           | Majorité                           | Majorité                           | 136         | 5,7        | −1.1  |
| Participation      | Participation                      | Participation                      | 1,528 (est) | 85,2 (est) | −3.6  |
| Registre électeurs | Registre électeurs                 | Registre électeurs                 | 1,793       |            |       |
|                    | Conservateur retenir               | Conservateur retenir               | Swing       | +17.7      |       |
|                    | Conservateur vainqueur sur Liberal | Conservateur vainqueur sur Liberal | Swing       | +14.4      |       |

### Élections dans les années 1880
| Parti              | Parti                              | Candidat                           | Voix        | %          | ±     |
| ------------------ | ---------------------------------- | ---------------------------------- | ----------- | ---------- | ----- |
|                    | Liberal                            | Francis Baring                     | 979         | 38,2       | +10.8 |
|                    | Conservateur                       | Richard Moss                       | 808         | 31,6       | −1.5  |
|                    | Conservateur                       | William Barrow Simonds             | 773         | 30,2       | −9.4  |
| Participation      | Participation                      | Participation                      | 1,787 (est) | 88,9 (est) | +3.7  |
| Registre électeurs | Registre électeurs                 | Registre électeurs                 | 2,011       |            |       |
| Majorité           | Majorité                           | Majorité                           | 171         | 6,7        | N/A   |
|                    | Liberal vainqueur sur Conservateur | Liberal vainqueur sur Conservateur | Swing       | +5.1       |       |
|                    | Conservateur retenir               | Conservateur retenir               | Swing       | −3.5       |       |

## Élections avant 1832

### Élections dans les années 1830
| Parti              | Parti              | Candidat               | Votes           | %               |                 |
| ------------------ | ------------------ | ---------------------- | --------------- | --------------- | --------------- |
|                    | Whig               | Paulet St John-Mildmay | Sans opposition | Sans opposition | Sans opposition |
|                    | Tory               | Edward East            | Sans opposition | Sans opposition | Sans opposition |
| Registre électeurs | Registre électeurs | Registre électeurs     | c. 129          |                 |                 |
|                    | Whig hold          |                        |                 |                 |                 |
|                    | Tory hold          |                        |                 |                 |                 |

| Parti              | Parti              | Candidat               | Votes  | %       |
| ------------------ | ------------------ | ---------------------- | ------ | ------- |
|                    | Whig               | Paulet St John-Mildmay | 69     | 48,6    |
|                    | Tory               | James Buller East      | 39     | 27,5    |
|                    | Whig               | Bingham Baring         | 34     | 23,9    |
| Participation      | Participation      | Participation          | 76     | c. 58,9 |
| Registre électeurs | Registre électeurs | Registre électeurs     | c. 129 |         |
| Majorité           | Majorité           | Majorité               | 30     | 21,1    |
|                    | Whig hold          |                        |        |         |
| Majorité           | Majorité           | Majorité               | 5      | 3,5     |
|                    | Tory hold          |                        |        |         |